# 初代源清田會
源清田會（げんせいだかい）本部事務所位於新潟縣長岡市南町1-9-21 的設置；日本指定暴力團（犯罪組織）之一五代目山口組旗下的二次團體。2005年6月6日、江口光一會長引退、組織解散。

## 略史
「源清田」為「的屋」（露天攤商）的家名，源於江戶時代前就已經存在，與「花又」、「熊屋」、「姉ヶ崎」、「藥屋」、「桝屋」、「丁字屋」等同列最古老的「的屋系」家名、屋號。
1991年5月8日，全日本源清田連合會的島影同族會會長・江口光一會長，與同為源清田一家的部分下部組織，如根岸會、塚本會等重新組合創立了「源清田會」，同時加入五代目山口組。當時，因為新潟縣地區的本地幫派組織反抗的關係，以致山口組難以進入新潟地區發展；不過，就在江口光一組成「源清田會」後加入山口組扭轉了這個情勢，讓山口組利用此機會進入了新潟地區發展。在2005年6月6日、江口會長因為疾病而引退，源清田會被解散，很多旗下的團體移籍轉入後藤組與芳菱會。

## 最高幹部
- 會長・江口光一（五代目山口組若中、日本東北地區唯一五代目山口組直系組長）

## 下部直系組織
- 若頭・早川 清（吉田早川組、曾移籍後藤組，後藤組解散後、又轉入良知組）
- 舍弟頭・金子 晃（金子組。與二代目塩原組合併為三泉會、移籍良知組旗下）
- 舍弟頭補佐・早川 浩（秋田早川組，移籍芳菱會）
- 本部長・大堀光雄（大心會，移籍良知組、為舍弟頭）
- 若頭補佐・岡田 徹（獅堂組，移籍芳菱會、目前二代目獅堂組組長・平松大睦移籍國領屋一家擔任若頭）
- 若頭補佐・相田和男（光和組）
- 若頭補佐・安田 謙（二代目佐々木組）
- 若頭補佐・高野德四郎（二代目塩原組。與金子組合併為三泉會、移籍良知組旗下）
- 事務局長・和田 守

### 獅堂組
- 組長・平松大睦
- 代行・佐藤正記
- 若頭・北尾 明
- 本部長・岩崎 康
- 幹部・青木幸吉